# Frittelle di San Giuseppe di Pitigliano
Le frittelle di San Giuseppe sono dolci tipici di Pitigliano a base di riso e latte.
Vengono degustate in piazza in occasione della tradizionale Torciata di San Giuseppe che si svolge nella città di Pitigliano, il 19 marzo..